# Mère et Fille (film)
Pour les articles homonymes, voir Mère et Fille.
Pour plus de détails, voir Fiche technique et Distribution.
Mère et fille (Mater) est un film franco-croate réalisé par Jure Pavlović, sorti en 2021.

## Fiche technique
- Titre : Mère et fille
- Titre original : Mater
- Réalisation et scénario : Jure Pavlović
- Musique :
- Photographie : Jana Plećaš
- Montage : Dragan von Petrović
- Production : Bojan Kanjera, Biljana Tutorov , et Michal Kracmer
- Société de production :Sekvenca et Les Films de l'Oeil Sauvage
- Pays :  Croatie et  France
- Genre : Drame
- Durée : 97 minutes
- Dates de sortie : 
  -  Estonie : 22 novembre 2019 (Festival du film Nuits noires de Tallinn)
  -  Serbie : 1er mars 2020 (Festival international du film de Belgrade)
  -  Croatie : 1er septembre 2020 (Festival du film de Pula)
  -  France : 10 octobre 2020 (Festival international du film de Saint-Jean-de-Luz)
  -  Brésil : 22 octobre 2020 (Festival international du film de São Paulo)
  -  Croatie : 10 novembre 2020 (Festival de film de Zagreb (en))
  -  France : 2 juin 2021

## Distribution
- Daria Lorenci-Flatz : Jasna
- Neva Rošić : Anka
- Vera Zima : Mare
- Anka Vučković : Nada
- Marijo Jurković : Stipe

## Sortie

### Accueil critique
En France, le site Allociné recense une moyenne des critiques presse de 3,5/5.

## Distinctions

### Récompenses
- Festival du film de Pula 2020 : prix de la meilleure actrice pour Daria Lorenci-Flatz
- Festival international du film de Saint-Jean-de-Luz 2020 : prix de la meilleure actrice pour Daria Lorenci-Flatz